# .kw
.kw는 쿠웨이트의 인터넷 국가 코드 최상위 도메인이다. 1992년에 개설되었다.
- com.kw: 상공부로부터 유효한 상업 허가를 받은 상업 법인이다.
- ind.kw: 미성년자가 아닌 쿠웨이트 국적을 보유한 개인 또는 쿠웨이트 국가에 유효한 거주지를 보유한 거주자
- net.kw: 쿠웨이트 각 당국으로부터 ICT 라이선스를 받은 회사이다.
- org.kw: 쿠웨이트 주 관련 당국으로부터 운영 허가를 받은 비영리 단체이다.
- gov.kw: 부처 및 정부 기관.
- emb.kw: 쿠웨이트 내 다른 나라의 대사관.
- edu.kw: 쿠웨이트 주 관련 당국으로부터 운영 허가를 받은 교육 기관이다.
- .kw: 정부 기관의 특별 요청; 가까운 시일 내에 대중에게 공개될 예정이다.